# Nathalie de Salzmann de Etievan
Nathalie De Salzmann de Etievan (Tbilisi, 29 gennaio 1917 – Caracas, 11 giugno 2007) è stata una pedagogista georgiana.
Nata a Tbilisi, in Georgia, Nathalie De Salzmann de Etievan studia in Svizzera e in Francia. Figlia di Alexandre e Jeanne de Salzmann, fin da giovanissima cresce a strettissimo contatto con l’Insegnamento di Georges Ivanovič Gurdjieff.
Dal 1950 si trasferisce in Venezuela, dove intraprende una brillante carriera come giornalista, traduttrice, pilota, pittrice e dove si afferma soprattutto quale educatrice e pedagogista. Si deve a lei la nascita del modello educativo Etievan, un metodo pedagogico, le cui idee, esperienze e metodi di lavoro nel campo della formazione sono alla base di numerosi collegi e campus per bambini in diversi paesi dell'America Latina, in Perù, Venezuela, Colombia, Ecuador e Cile.
È Signora Nathalie a costituire laFondazione Gurdjieff in Venezuela.

## Libri (in italiano)
- Non sapere è formidabile! - Il Modello Educativo Etievan (Bonanno editore)

## Libri (in spagnolo)
- !No Saber es Formidable! (Editorial Ganesha)
- Tal como uno hace su cama, se acuesta - La relación de pareja (Editorial Ganesha)